# Rosario de Velasco Belausteguigoitia
Rosario Velasco Belausteguigoitia (Madrid, 1904 - Barcelona, 2 de març de 1991) va ser una pintora madrilenya establerta a Barcelona. Només casar-se, en plena Guerra Civil Espanyola, amb el seu marit i els Gili passaren la frontera francesa a peu per entrar per la zona nacional i instal·lar-se en un petit poble de Burgos segons el relat de la filla, Maria del Mar Farrerons Velasco. Després de néixer aquesta, acabada la guerra, s'instal·laren definitivament a Barcelona. D'aquesta època queden poques obres, tret dels retrats fets a la filla i de les col·laboracions a la revista Vértice.
Abans de la guerra ja havia participat en diferents Exposicions Nacionals amb algunes de les seves millors obres com, per exemple, Adam i Eva (1932) o Matança d'Innocents (ca.1936). Són obres de formes clàssiques que palesen la influència del seu mestre Fernando Álvarez de Sotomayor, un pintor del regionalisme gallec, que mai acceptà ni un enquadrament ni un objecte mal fets. De seguida, però, ella modernitzà les formes; utilitzà masses pictòriques soltes, colors expressionistes i formes arrodonides. Sovint les composicions seguiren una disposició en diagonal amb un punt de mira molt elevat i oblic, la qual cosa afavorí l'ús d'escorços difícils i agosarats per ajudar la perspectiva. A més, a Adam i Eva, per exemple, tractà el fons amb tanta minuciositat que ens recorda les herbes i flors representades per la pintura naïf que en aquells anys feia Olga Sacharoff.
La postguerra espanyola fou l'inici d'una època molt activa per a l'artista, que participà en totes aquelles mostres que es preparaven des del nou poder sobrevingut. Ja havia participat en les edicions dels anys 1922, 1932, 1934 de l'Exposició Nacional de Belles Arts i participà també en les dels anys 1936 i 1941. Així com també en l'Exposició Nacional de Pintura i Escultura realitzada a València el 1939 i organitzada per la Delegació Provincial de Belles Arts de Falange Espanyola. Exposà individualment a la Casa del Libro de Barcelona l’any 1940, a les Galerías Augusta el 1941, a les Galerías Argos el 1947 i a la Sala Gaspar l’any 1955. L’any 1951 va participar en la I Bienal Hispanoamericana de Arte i l’any 1962 al Primer Salón Femenino de Arte Actual. Als anys setanta exposà a la galeria Syra i a la Sala Parés, i al 1983 a Sitges.
No obstant això, a Barcelona li mancà el suport del món de l'art; sempre es mantingué aïllada i mai pertanyé a cap grup artístic, malgrat que sempre gaudí de molt bones crítiques i estigué envoltada d'amics fidels (Dionisio Ridruejo, Carmen Conde, Elisabeth Mulder, Maria Luz Morales, Pere Pruna, Josep Maria Serrano, Rafael Zabaleta, Antonio Tovar, Laín Entralgo, la parella Gustau i Anna Maria Gili,...). Eugeni d'Ors, amb qui es cartejà sovint, la considerà la «Pola Negri» de la Pintura.
A partir dels anys 60 les formes clàssiques anaren desapareixent dels seus quadres i les seves obres s'ompliren de transparències, com si l'artista volgués només insinuar el món, una realitat tamisada pel somni, un món màgic.
Al llarg de la seva carrera va exposar a moltes ciutats importants, entre les quals Copenhaguen, París i Roma, i on rebé molt bones crítiques. Velasco compta amb pintures al fresc en el Palau de Sant Boal de Salamanca i en l'església de Sant Miquel de Vitòria, de les quals no queda constància. Va morir el 2 de març de 1991.

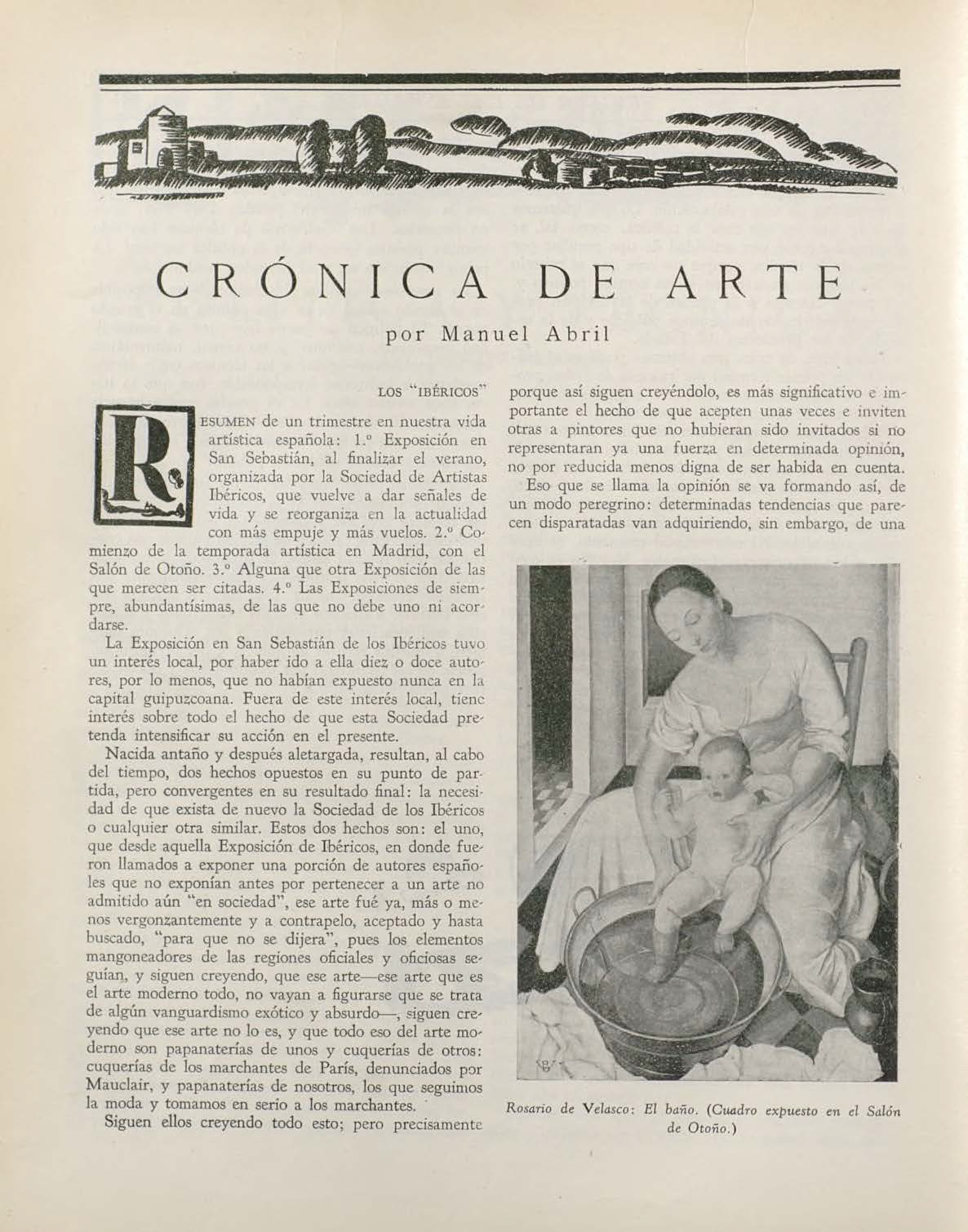
Revista de las Españas, 59-60, 1 de juliol de 1931. La «Crónica de arte» destacava El baño, de Rosario Velasco, en els inicis de la seva carrera.

## Obres
- Bella segoviana, ca. 1924.
- El xiquet de l'atuell', ca.
- Autoretrat, ca. 1924.
- El bany, ca. 1931.
- Noia cega, ca. 1932.
- Adam i Eva o Un noi i una noia al camp', ca.
- Les bugaderes, 1934.
- La matança d'Innocents, ca. 1936.
- Dona amb hortalisses, ca. 1941.
- La Visitació, ca. 1945.
- La meva mare.
- El meu pare.
- Nens de poble.

## Il·lustracions de llibres
- Teresa León (1928) Cuentos para soñar.
- Concha Espina (1940) Princesas del martirio.

## Exposicions
- 1924: Exposición Nacional de Bellas Artes. Madrid

- 1932: Exposición Nacional de Bellas Artes. Madrid

- 1932: Exposición de la Sociedad de Artistas Ibéricos. Ateneo Mercantil, Valencia

- 1932: Exposición de la Sociedad de Artistas Ibéricos. Statens Museum for Kunst (SMK), Copenhague

- 1932: Galerie Flechtheim. Berlin

- 1933: Museos Carnegie de Pittsburgh. Pittsburg, Pensilvania (EE.UU.)

- 1934: Exposición Nacional de Bellas Artes. Madrid

- 1935: Exposición dedicada a jóvenes artistas y poetisas. Librería Internacional. Zaragoza

- 1936: Exposición Nacional de Bellas Artes. Madrid

- 1936: L'art espagnol contemporain : (peinture et sculpture) : Musée des écoles étrangères contemporaines, Galerie nationale du Jeu de Paume, 12 février-mars 1936. París

- 1939: Exposición Nacional de Pintura y Escultura de Valencia, organizada por la Delegación Provincial de Bellas Artes de la Falange Española. Valencia

- 1940: Exposición Galerías Augusta, Barcelona. Del 28 de diciembre al 10 de enero de 1941.[4]

- 1941: Exposición Galerías de Arte. Barcelona. Del 1 al 15 de octubre.

- 1941: Exposición Nacional de Bellas Artes. Madrid

- 1942: Bienal de Venecia. Obra expuesta, Adán y Eva.[5]

- 1943: Pintura y Escultura Españolas en la Sociedad Nacional de Bellas Artes de Lisboa[6]

- 1943: Galería Syra. Passeig de Gràcia 43. Barcelona

- 1944: II Salón de los Once. Galería Biosca. Madrid

- 1944: Casa del Libro. Del 24 de enero al 6 de febrero. Ronda de Sant Pere, 3. Barcelona

- 1945: Galerías Pictoria. Caspe, 45. Barcelona[7]

- 1947: Galería Argos. 26 de abril al 9 de mayo. Passeig de Gràcia, 30. Barcelona[8]

- 1950: Exposición de Arte Español. El Cairo (Egipto)

- 1951: Exposición de Arte Español Contemporáneo. Buenos Aires (Argentina)

- 1952: I Bienal Hispanoamericana de Arte: Exposición Antológica Museo de Arte Moderno: Barcelona

- 1953: Galerías San Jorge (Passeig de Grácia 63, Barcelona) Del 16 al 29 de mayo

- 1954: Exposición Nacional de Bellas Artes. Obra expuesta: "Chico con Perro". Palacio Velázquez, Madrid[9]

- 1955: Sala Gaspar, Consell de Cent, 323. Barcelona. Del 15 al 28 de enero

- 1955: III Bienal Hispanoamericana de Arte. Palacio Municipal de Exposiciones de Barcelona. Del 4/09/1955–6/01/1956[10]

- 1956: Galería Toisón. (Arenal 5, Madrid) Desde el 1 de mayo

- 1962: Salón Femenino de Arte Actual. Barcelona

- 1966: Salón de mayo X Edición. Barcelona[11]

- 1968: VII Salón Femenino de Arte Actual. Sala Municipal de Arte (antigua capilla del Hospital de la Santa Cruz) Barcelona[12]

- 1971: Galería Biosca. C. Génova, 11. Madrid. Del 11 al 30 de enero

- 1971: Galería Syra. Passeig de Gràcia 43. Barcelona. Del 3 al 16 de diciembre.[13]

- 1974: Galería Syra. Passeig de Gràcia 43. Barcelona. Del 8 al 21 de marzo[14]

- 1977: Sala Parés. C. Petritxol, 8. Barcelona. Del 26 de enero al 14 de febrero

- 1977: Galería Syra. Passeig de Gràcia 43. Barcelona

- 1977: Sala Gaspar, Barcelona

- 1981: Cau de la Carreta. Sitges (Barcelona)

- 1983: Cau de la Carreta. Sitges (Barcelona) del 1 al 31 de octubre

- 1985: Cau de la Carreta. Sitges (Barcelona) Del 4 de julio al 20 de agosto

- 1988: Cau de la Carreta. Sitges (Barcelona)

- 1989: Cau de la Carreta. Sitges (Barcelona) del 4 de marzo al 9 de abril

- 2013: Centre Pompidou. Colectiva "Multiple Modernities 1905-1970" París[15]

- 2019: Dibujantas, pioneras de la Ilustración en el Museo ABC, Madrid. Exposición colectiva

- 2020: Dibujantas. Pioneras de la Ilustración. Museo Pablo Gargallo, Zaragoza. Desde el 11-12-2029 al 8 de marzo de 2021[16] Exposición colectiva